# Arius subrostratus
Arius subrostratus és una espècie de peix de la família dels àrids i de l'ordre dels siluriformes.

## Morfologia
Els mascles poden assolir els 39,5 cm de llargària total.

## Distribució geogràfica
Es troba des del Pakistan fins a Tailàndia, les Filipines i Indonèsia.